# Озеро Усачёва
Озеро Усачёва — озеро у западного побережья Северного острова архипелага Новая Земля. Расположено в пределах городского округа Новая Земля Архангельской области России.
Площадь зеркала — 1 км². Площадь водосборного бассейна — 29 км².
Озеро названо в 1930 году экспедицией Всесоюзного Арктического института в честь биолога В. И. Усачева.